# Hendrik de Keyser

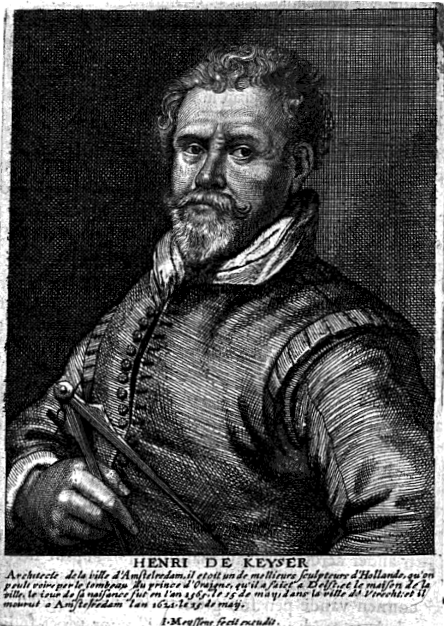
Hendrik de Keyser.

Hendrick de Keyser (15 de mayo de 1565 - 15 de mayo de 1621, Ámsterdam) fue un escultor y arquitecto holandés nacido en Utrecht, considerado una de las principales figuras del Siglo de Oro neerlandés.
Formado en el taller de Cornelis Bloemaert se convirtió en uno de los principales arquitectos de Ámsterdam ciudad de la que fue arquitecto y escultor municipal desde 1594. Su estilo se inscribe en el manierismo tardío. Entre sus obras destacan las iglesias Zuiderkerk y su torre (1603-1611), Noorderkerk (1620-1623), y Westerkerk y su torre (1620-1631). En Delft construyó el ayuntamiento (1618-1620).
Como escultor diseñó la tumba de William the Silent para Nieuwe Kerk en Delft (1614-1623) que debido a su muerte, completo su hijo Pieter.